# Giuseppe Saronni
Giuseppe Saronni (22 de setembro de 1957, Novara) é um ex-ciclista italiano. Atuou profissionalmente entre 1977 e 1990.
Foi o vencedor do Giro d'Italia em 1979 e  1983 .